# Trưng Nhị
Trưng Nhị (chữ Hán: 徵貳; ? - 5 tháng 3 năm 43) là nữ phó vương vương quốc Lĩnh Nam và là nữ thủ lĩnh chống sự đô hộ của nhà Đông Hán thời Bắc thuộc trong lịch sử Việt Nam. Bà cùng chị là nữ vương Trưng Trắc đã lãnh đạo người Việt đánh đuổi thái thú Tô Định nhà Đông Hán. 
Sau khi cuộc khởi nghĩa này bị quân Đông Hán dưới sự chỉ huy của Mã Viện đánh bại, theo sử Trung Quốc, hai bà đã bị chặt đầu đem về Lạc Dương. Còn theo sử Việt Nam thì vì không muốn chịu khuất phục, Hai Bà Trưng đã gieo mình xuống dòng sông Hát Giang tuẫn tiết.